# ガス小売事業者
ガス小売事業者（ガスこうりじぎょうしゃ）は、日本のガス事業法に定められたガス事業者の類型の一つ。
経済産業大臣によりガス小売事業の登録がされた事業者をいう。